# Пренос на електрическа енергия
Преносът на електрическа енергия е общото снабдяване на електричество от производители до потребители чрез електрически далекопроводи, които са част от електроснабдителната мрежа или от контактната мрежа. В Европа една голяма електроснабдителна мрежа свързва по-голямата част от континента.

В исторически план, преносът и разпределението се осъществяват от една и съща компания, но от 1990-те години насам много държави либерализират регулацията на пазара на електричество, което довежда до отделяне на бизнеса на пренос на електроенергия от бизнеса на електроразпределение.

## Система
Повечето линии за пренос на електроенергия са високоволтови, трифазни и променливотокови, макар еднофазови променливотокови системи понякога да се използват при електрификацията на железниците. Високоволтови линии с постоянен ток (HVDC) понякога се използват за по-голяма ефективност при много големи разстояние (обикновено стотици километри). Същата технология се използва и при подводните кабели (обикновено над 50 km) и при свръзките между електропреносни мрежи, които не са синхронизирани една спрямо друга. HVDC връзки се използват и за стабилизиране на големи електроразпределителни мрежи, където внезапни нови натоварвания или прекъсвания в една част от мрежата могат да породят проблеми със синхронизацията.
Електроенергията се предава под високо напрежение (66 kV и нагоре), за да се намалят енергийните загуби, които възникват при преноса на голямо разстояние. Електроенергията обикновено се пренася с помощта на електрически далекопроводи, които висят над земята. Подземният пренос на електроенергия е значително по-скъп за монтиране и има по-големи експлоатационни ограничения, но е по-евтин за поддръжка. Понякога се прибягва до подземен пренос на електроенергия в градовете или на екологично чувствителни места.
Липсата на съоръжения за съхранение на електрическа енергия в преносните системи води до ключово ограничение. Електроенергията трябва да се произвежда със същата скорост, с която се използва. Нужна е сложна система за контрол, която да гарантира, че производството на електроенергия съвпада точно с потреблението. Ако потреблението е по-високо от производството, дисбалансът може да накара електроцентралите и електропреносното оборудване да се изключат от системата автоматично, за да се предотвратят щети. В най-лошия случай, това може да доведе до поредица спирания и голяма авария и прекъсване на електрозахранването. Електропреносните мрежи са свързани помежду си в регионални, национални и дори континентални мрежи, като така се намалява риска от мащабен срив чрез множество алтернативни пътища, по които да премине захранването в случай на авария. Компаниите за пренос на електроенергия определят максималния надежден капацитет на всяка линия, за да се осигури достатъчен капацитет в случай на авария в друга част от мрежата.

## Далекопроводи
Високоволтовите далекопроводни над земята не са покрити с изолатор. Проводимият материал почти винаги е алуминиева сплав под формата на няколко нишки и понякога се подсилва и със стоманени такива. В миналото се използва мед, но алуминият е по-лек, по-евтин и има незначително малка разлика в загубите. Далекопроводи се произвеждат от различни компании из цял свят. Подобрени проводници и форми се използват редовно, за да подновяват преносните мрежи и да се повиши капацитета им. Размерите на проводниците варират от 12 mm2 до 750 mm2, като от това зависи съпротивлението и капацитета за провеждане на ток. При нормалните променливотокови линии, по-дебелите проводници водят до относително малко увеличение на капацитета, поради скин-ефекта, който кара по-голямата част от тока да тече близо до повърхността на проводника. Заради това ограничение на тока, множество успоредни проводници се използват там, където е нужен по-голям капацитет. Снопове от проводници се използват и при високоволтовите системи за намаляване на загубите от коронния ефект.
В днешно време, напрежението за пренос на електроенергия обикновено е 110 kV или повече. По-ниско напрежение (66 kV и 33 kV) понякога също се използва, но само когато е налице по-малък товар, тъй като не е толкова ефективно. Напрежение под 33kV се използва за електроразпределение. Напрежение над 765 kV се счита са за много високо и изисква оборудване с различен дизайн от този при по-ниско напрежение.
Тъй като преносът на електроенергия над земята разчита на въздуха за изолация, дизайнът на жиците изисква да се спазват минимални отстояния между тях, за да са безопасни. Влошените метеорологични условия, като например силни ветрове и ниски температури, могат да доведат до аварии, например чрез причиняване на електрическа дъга. Трептящото движение на жиците може да доведе до галопиране на електропровода, в зависимост от честотата и амплитудата на трептенето.

## Подземен пренос
Електрическата енергия може да се предава и по подземни кабели. Те обикновено не се виждат и рядко се засягат от метеорологичните условия. Все пак, разходите по изолирането им и по прокопаването на каналите им са доста по-високи в сравнение с далекопроводите над земята. Освен това, повредите в подземните линии изискват повече време за локализиране и поправяне.
В някои метрополни райони, подземните проводници се затворени в метални тръби и изолирани с течност (често масло), която е статична или циркулира с помощта на помпи. В случай че възникне повреда по тръбата и изтече изолиращо вещество в околната почва, камиони с течен азот се мобилизират, за да замразят участъци от тръбата, което позволява източването и поправката на повредената част от тръбата. Този тип подземни проводници могат да удължат времетраенето на поправката и да увеличат разходите по нея. Температурата на тръбата и почвата около нея обикновено се следят постоянно по време на поправката.
Подземните преносни линии са силно ограничени от топлинния си капацитет, който позволява само малко претоварване в сравнение с проводниците над земята. Дългите променливотокови подземни проводници имат значителен електрически капацитет, който може да намали способността им да предоставят нужното захранване след 80 km. Постояннотоковите проводници нямат това ограничение, но се нуждаят от преобразувателна подстанция в двата края, която да преобразува постоянния ток към променлив такъв, за да може да се свържат към останалата част от електропреносната мрежа.

## История
В ранните дни на електрическата енергия, преносът на електрическа енергия със същото напрежение, което се използва за осветление и механични товари, ограничава разстоянието между електроцентралата и потребителите. Към 1882 г. се произвежда постоянен ток, чието напрежение не може лесно да се повиши, за да се пренася на големи разстояния. Освен това, различните видове товари изискват различно напрежение, поради което използват различни генератори и вериги. Поради тези особености и поради неефективните вериги с голям ток и ниско напрежение, генераторите се налага да бъдат близо до товарите си. По това време изглежда сякаш промишлеността ще се развие в посока на децентрализирано генериране на енергия с голям брой малки генератори, намиращи се близо до товарите си.
Преносът на електрическа енергия с променлив ток става възможен, след като Люсиен Голар и Джон Диксън Гибс постояват т.нар. вторичен генератор, вид ранен трансформатор с отворен магнитен контур, през 1881 г. Първата линия за пренос на електроенергия на голямо разстояние е с дължина 34 km и е създадена за Международното изложение през 1884 г. в Торино. Тя се захранва от 2 kV, 130 Hz алтернатор на Siemens & Halske и включва няколко вторични генератори, чиито първични намотки са свързани последователно. Системата доказва приложимостта на променливотоковия пренос на големи разстояния.
Първата променливотокова система е въведена в експлоатация през 1885 г. в Рим и се използва за улично осветление. Тя се захранва от два алтернатора Siemens & Halske с параметри 22 kW, 2 kV, 120 Hz и използва 19 km проводници и 200 успоредно свързани понижаващи трансформатори (2 kV → 20 V) със затворен магнитен контур за всяка лампа. Няколко месеца по-късно е създадена и първата британска променливотокова система, която е въведена в експлоатация в художествена галерия в Лондон. Тя също използва алтернатори на Siemens и понижаващи трансформатори (2,4 kV → 100 V) с шунтово свързани първични намотки.
През 1888 г. се създават дизайни на функциониращи променливотокови мотори. Това са асинхронни двигатели, работещи с многофазов ток. Те са изобретени независимо от Галилео Ферарис и Никола Тесла. Този дизайн впоследствие е доразработен до съвременната практическа трифазна токова система от Михаил Доливо-Доброволский и Шарл Йожен Ланселот Браун. Практическата употреба на тези видове мотори се забавя с много години, поради проблеми в разработката и оскъдността на многофазните системи, които могат да се възползват от тях.
Към края на 1880-те и началото на 1890-те години се наблюдава финансово сливане на по-малките електрически компании в няколко големи корпорации: Ganz и AEG в Европа и General Electric и Westinghouse Electric в САЩ. Тези компании продължават да развиват променливотоковите системи, но техническите разлики между тях и постояннотоковите системи водят до още по-голямо удължаване при техническото им сливане. Благодарение на иновациите в САЩ и Европа, икономията на променливия ток в мащаба на много големите електроцентрали, свързани с товари чрез пренос на големи разстояния, бавно се комбинира с възможността да се свържат всички съществуващи системи, които трябва да бъдат захранвани. Това включва еднофазови и многофазови променливотокови системи, нисковолтово осветление с нажежаема жичка, високоволтово осветление с електрическа дъга и постояннотокови мотори в заводите. Тези технологични разлики временно се преодоляват с помощта на ротационни преобразуватели и други технологии, които позволяват голям брой остарели системи да се свържат към променливотоковата мрежа. Тези временни мерки постепенно отпадат, докато старите системи излизат от употреба или се обновяват.
Първият пренос на еднофазов променлив ток с високо напрежение е осъществен в Орегон през 1890 г., когато е доставено захранване от водноелектрическа централа към град Портланд на 23 km разстояние. Първият пренос на трифазов променлив ток с високо напрежение е осъществен през 1891 г. по време на Международното електротехническо изложение във Франкфурт. Далекопровод с дължина 175 km и работещ на 15 kV е свързван между Франкфурт и Лауфен ам Некар.
Напрежението за пренос на електрическа енергия се увеличава през 20 век. Към 1914 г. вече работят 55 системи за пренос на електроенергия, като всяка от тях работи с над 70 kV. Най-високото напрежение, което се използва по това време, е 150 kV. Със свързването на множество електроцентрали над голяма област, производството на електроенергия поевтинява. Най-производителните заводи могат да се справят доставянето на електроенергия на различните товари през различните часове на денонощието. Надеждността на системите постепенно се подобрява, а капиталовите инвестиционни разходи намаляват, тъй като резервният генериращ капацитет може да се споделя от много потребители на голяма площ. Използват се и все по-евтини източници на енергия, като например движението на водата и въглищата.
Бързата индустриализация през 20 век прави мрежите за пренос на електрическа енергия част от критичната инфраструктура в повечето индустриализирани държави. Съединяването на местните електроцентрални и малките електроразпределителни мрежи е ускорено от нуждите на Първата световна война, тъй като правителствата строят големи електроцентрали с цел да се захранват заводите за боеприпаси. След войната тези електроцентрали удовлетворяват електроенергийните нужди на цивилните граждани чрез пренос на големи разстояния.
През 1895 г. в експлоатация е пуснат далекопровода, работещ с най-голямо напрежение – 1,15 MV. Той изграден между Екибастуз и Кокшетау в Казахстан.

## Предимства на високото напрежение за пренос
Преносът на електроенергия под високо напрежение предполага по-малки загуби от съпротивление в проводника на големи разстояния. Тази ефективност на високоволтовия пренос позволява предаването на по-голяма част от произведената мощност към подстанциите и съответно към товарите, което води след себе си по-малки експлоатационни разходи.
В един много опростен модел, електроснабдителната мрежа доставя електричество от генератор (моделиран като идеален източник на напрежение, който има напрежение {\displaystyle V} и мощност {\displaystyle P_{V}}) до точка на консумация (моделирана с чисто активно съпротивление {\displaystyle R}) чрез достатъчно дълго проводници, че да е налице значително съпротивление в тях, {\displaystyle R_{C}}. Ако съпротивленията са свързани последователно без никакъв трансформатор между тях, веригата играе ролята на делител на напрежение, тъй като един и същ ток {\displaystyle I={\frac {V}{R+R_{C}}}} преминава през съпротивлението на проводника и захранва устройството. Следователно, полезната мощност при точката на консумация е:
{\displaystyle P_{R}=V_{2}\times I=V{\frac {R}{R+R_{C}}}\times {\frac {V}{R+R_{C}}}={\frac {R}{R+R_{C}}}\times {\frac {V^{2}}{R+R_{C}}}={\frac {R}{R+R_{C}}}P_{V}}
В случай че идеален трансформатор със съотношение {\displaystyle a} (тоест напрежението се дели на {\displaystyle a}, а токът се умножава по {\displaystyle a} във вторичната намотка) преобразува електроенергията така, че от малък ток и голямо напрежение по проводника да се получава голям ток и малко напрежение при точката на консумация, тогава веригата отново е равностойна на делител на напрежение, но електропреносната линия има съпротивление едва {\displaystyle R_{C}/a^{2}}. Тогава полезната мощност е:
{\displaystyle P_{R}=V_{2}\times I_{2}={\frac {a^{2}R\times V^{2}}{(a^{2}R+R_{C})^{2}}}={\frac {a^{2}R}{a^{2}R+R_{C}}}P_{V}={\frac {R}{R+R_{C}/a^{2}}}P_{V}}
За {\displaystyle a>1} (тоест преобразуването на голямо напрежение към ниско напрежение близо до точката на консумация) се предава по-голяма част от мощността на генератора към точката на консумация, а по-малка част се губи вследствие ефекта на Джаул – Ленц.